# 霍普斯滕
霍普斯滕是德国北莱茵-威斯特法伦州的一个市镇。总面积99.78平方公里，总人口7522人，其中男性3878人，女性3644人（2011年12月31日），人口密度75人/平方公里。